# Paul McVeigh
Paul McVeigh (ur. 15 kwietnia 1982 w Drumaness) – brytyjski zawodnik mieszanych sztuk walki (MMA) irlandzkiego pochodzenia na stałe mieszkający w Szkocji. Były dwukrotny mistrz Cage Warriors w wadze piórkowej (2003) i koguciej (2004-2011). Posiadacz czarnego pasa w klasycznym jiu-jitsu oraz brązowego w jego brazylijskiej odmianie. Przez wiele lat klasyfikowany jako numer jeden w europejskich rankingach kategorii koguciej (-61kg).

## Mieszane sztuki walki
W MMA zadebiutował 16 listopada 2002 wygrywając przez poddanie innego debiutanta Davida Griffithsa na gali Grapple & Strike 6. 16 marca 2003 pokonał po trzyrundowym pojedynku China Weakasingha w walce o inauguracyjny tytuł mistrza nowo powstałej organizacji Cage Warriors w wadze piórkowej (-66kg). 27 lipca tego samego roku obronił tytuł wygrywając przed czasem z mającym ówcześnie siedemnaście zawodowych walk Davidem Mclaughlinem. Tytuł zwakował kilka miesięcy później schodząc kategorię niżej, do wagi koguciej (-61kg).
18 września 2004 w swojej siódmej zawodowej walce (rekord 4-2) zdobył drugi mistrzowski tytuł Cage Warriors, tym razem w wadze koguciej, pokonując po ciosach w 4. rundzie ponownie Weakasingha. Pasa mistrzowskiego CW sukcesywnie bronił pięciokrotnie na przestrzeni pięciu lat (2005-2008 i 2011), będąc niepokonanym mistrzem (pas zwakował w 2011 schodząc wagę niżej) oraz zostając rekordzistą w liczbie udanych obron mistrzowskiego pasa. 5 kwietnia 2008 przegrał z byłym mistrzem Shooto Japończykiem Masahiro Oishi. Między mistrzowskimi walkami w CW toczył pojedynki m.in. w Cage Rage, Cage Wars pokonując przyszłych zawodników UFC Phila Harrisa i Neila Seery oraz zdobywając tytuł mniejszej irlandzkiej organizacji Cage Contender wygrywając przed czasem z ówcześnie czołowym litewskim zawodnikiem wagi koguciej Artemijem Sitienkowem. 
W 2011 wziął udział w reality-show The Ultimate Fighter lecz odpadł już w pierwszych eliminacjach.
8 grudnia 2012 przegrał swój pierwszy pojedynek w Cage Warriors ulegając na punkty Amerykaninowi Brandonowi Hemplemanowi. 9 marca 2013 pokonał Rumuna Paula Marina na gali Cage Warriors 52.

## Osiągnięcia
- 2003: Cage Warriors - międzynarodowy mistrz w wadze piórkowej (-66kg)
- 2004-2011: Cage Warriors - międzynarodowy mistrz w wadze koguciej (-61kg)
- 2010: Cage Contender - mistrz w wadze koguciej